# Jacob August Hellman
Jacob August Hellman, född 27 augusti 1814 i Grundsunda församling, död 28 mars 1872, var en svensk kunglig befallningsman, ombudsman och bankdirektör. Han satt i Sundsvalls stadsfullmäktige 1863-1872.

## Biografi
Hellmans fader dog 1818, varpå hans moder flyttade till Brunflo. Själv blev Hellman en kunglig befallningsman i Ragunda. På 1860-talet flyttar han till Sundsvall, efter att ha blivit anställd på ett sågverk.
Hellman var verksam i grundandet av Sundsvalls Enskilda Bank och han invaldes i dess första styrelse där han var vice ordförande. Han var dessutom styrelseledamot för Sundsvalls Sparbank 1856-1865 och ägde flera fastigheter i Sundsvall. Hellman satt i stadsfullmäktige 1863-1872, då han dog.